# 安江則子
安江 則子（やすえ のりこ）は、日本の法学者。学位は、博士（法学）（慶應義塾大学・2007年）。立命館大学政策科学部教授。

## 略歴
1985年慶應義塾大学法学部法律学科卒業。 
1987年同大学院法学研究科修士課程修了。1989年パリ第1大学大学院修了。1991年慶應義塾大学大学院法学研究科後期博士課程単位取得満期退学。2007年慶應義塾大学ゆり博士（法学）の学位を取得。
日本大学・横浜国立大学非常勤講師等を経て、1994年立命館大学に政策科学部発足と同時に着任。

## 著書
- 『ヨーロッパ市民権の誕生』（丸善, 1992年）
- 『欧州公共圏』（慶應義塾大学出版会, 2007年）

### 編著
- 『世界遺産学への招待』（法律文化社, 2011年）
- 『EUとフランス 統合欧州のなかで揺れる三色旗』（法律文化社, 2012年）
- 『EUとグローバル・ガバナンス』（法律文化社, 2013年）